# وادی علنده
وادی علنده (به عربی: وادي العلندة) یک شهرداری در الجزایر است که در ناحیه أمیه ونسه واقع شده‌است. وادی علنده ۶٬۸۳۰ نفر جمعیت دارد و ۹۵ متر بالاتر از سطح دریا واقع شده‌است.